# Krzyczew II
Krzyczew II (biał. Крычаў І; ros. Кричев I) – nieczynna stacja kolejowa w miejscowości Kryczau ІІ, w rejonie krzyczewskim, w obwodzie mohylewskim, na Białorusi.
Stacja została zamknięta 30 października 2020.